# Ферекид Атински
Ферекид Атински (стгрч. ΦερεκύδηςΦερεκύδης; fl. око 465. пре нове ере) био је грчки митограф.
Он је написао сада изгубљено дело у десет књига. Књиге су носиле наслове „Хисториаи“ (Ιστοριαι) или „Genealogicai“ (Γενελογιαι). Он је један од аутора (= FGrHist 3) чији су фрагменти сакупљени у Die Fragmente der griechischen Historiker Феликса Јакобија.
Генерално се сматра да је друга историјска личност спрам предсократовског филозофа Ферекида из шестог столећа, који се понекад помињао као један од седам грчких мудраца и за кога се у неким изворима наводи да је био Питагорин учитељ.
Иако их енциклопедија Суда разматра одвојено, он је вероватно иста особа као и Ферекидес Лероски.